# Окретај завртња
Окретај завртња (енгл. The Turn of the Screw) је хорор новела Хенрија Џејмса која је првобитно излазила у облику серијала у часопису Collier's Weekly од 27. јануара до 16. априла 1898, док је у октобру исте године издата самостално. Новела прати гувернанту која, чувајући двоје деце у забаченој сеоској кући, постаје уверена да су деца опседнута.
У веку након објављивања, критичка анализа новеле доживела је неколико великих трансформација. Почетне рецензије су је сматрале само застрашујућом причом о духовима, али су 1930-их неки критичари сугерисали да су натприродни елементи заправо плод маште гувернанте. Почетком 1970-их, утицај структурализма резултовао је признањем да је двосмисленост приче њена кључна карактеристика. Каснији приступи делу укључивали су марксистичко и феминистичко тумачење.
Новела је адаптирана неколико пута, а међу адаптацијама се посебно истичу бродвејска представа (1950), камерна опера (1954), два филма (1961. и 2020) и мини-серија (2020).

## Радња
На Бадње вече, неименовани приповедач и неки његови пријатељи окупљају су око ватре. Један од њих, Даглас, чита рукопис који је написала покојна гувернанта његове сестре. Рукопис говори о томе како ју је унајмио човек који је постао одговоран за своју младу нећаку и нећака након смрти њихових родитеља. Он своје време углавном проводи у Лондону, али има и сеоску кућу у Блају, у Есексу.
Дечак Мајлс је у интернату, док његова млађа сестра Флора живи у Блају, где о њој брине госпођа Гроус, домаћица. Флорин стриц, гувернантин нови послодавац, није заинтересован за подизање деце и даје јој пуну одговорност, изричито јој наводећи да га никада не узнемирава. Гувернанта путује у Блај и започиње своје дужности.
Мајлс се враћа из школе на лето одмах након што је стигло писмо од директора у коме се његови старатељи обавештавају да је избачен. Мајлс никада не прича о томе, а гувернанта оклева да покрене то питање. Она се плаши да иза избацивања стоји нека ужасна тајна, али је дечак превише очарава да би желела да га испита о томе.
Убрзо након тога, у околини имања, гувернанта почиње да виђа прилике мушкарца и жене које не препознаје. Ове прилике долазе и одлазе по вољи, а да их други чланови домаћинства не примећују, а гувернанти се чине натприродним. Од госпође Гроус сазнаје да су њена претходница, госпођица Џесел, и други запослени, Питер Квинт, били у блиској вези. Пре своје смрти, Џеселова и Квинт су провели већи део свог времена са Флором и Мајлсом, а гувернанта постаје уверена да су двоје деце свесни присуства духова и да су под њиховим утицајем.
Без дозволе, Флора напушта кућу док Мајлс свира гувернанти. Гувернанта примећује Флорино одсуство и креће са госпођом Гроус у потрагу за њом. Проналазе је на обали оближњег језера, а гувернанта је уверена да је Флора разговарала са духом госпођице Џесел. Гувернанта види госпођицу Џесел и верује да је и Флора види, али не и госпођа Гроус. Флора пориче да је видела госпођицу Џесел и почиње да инсистира да више не жели да види нову гувернанту.
Гувернанта одлучује да госпођа Гроус одведе Флору њеном стрицу у покушају да побегне од утицаја госпођице Џесел. Оставши сам са гувернантом, Мајлс коначно признаје да је избачен из школе због нечега што је рекао, али не може да се сети шта је рекао, ни коме. Квинтов дух се јавља гувернанти на прозору. Гувернанта штити Мајлса, који покушава да види духа. Гувернанта говори Мајлсу да га дух више не контролише, само да би открила да је Мајлс умро у њеним рукама.

## Жанр

### Готички
Као дело готичке фикције, критичари истичу утицај Џејн Ејр (1847), ауторке Шарлот Бронте, на ову новелу. Окретај завртња позајмљује од Џејн Ејр теме класе и рода, као и поставку деветнаестог века. Новела алудира на Џејн Ејр у комбинацији са експлицитним позивањем на готички роман Ен Редклиф Мистерије Удолфа (1794), док се гувернанта пита да ли је можда неки тајни рођак сакривен на тавану у Блају. Један критичар пише да је једини „одређени догађај” у роману који не „припада” готичкој фантастици Мајлсово избацивање из школе.
Иако је утицај готике на новелу јасан, не може се окарактерисати као једини. Џејмсови духови се разликују од духова из традиционалних готичких прича – застрашујућих, често везаних ланцима – по томе што изгледају онако како су изгледали док су били живи. Слично томе, новела избегава неке карактеристике које се могу наћи у другим готичким романима, као што су дигресије у Франкенштајну (1818) и Дракули (1897), уместо тога приповедајући једну целину, континуирани наратив.

### Хорор
За објављивање приче у часопису Collier's Weekly, Џејмс је добио уговор да напише причу о духовима. Као резултат тога, неки критичари су посматрали новелу у тој традицији. Л. Ендру Купер је приметио да би Окретај завртња могао бити најпознатији пример приче о духовима која искоришћава двосмисленост нарације у првом лицу. Наводећи Џејмсово позивање на дело као његов „дизајниран хорор”, Доналд П. Костело је сугерисао да ефекат дате сцене варира у зависности од тога ко представља радњу. У сценама где гувернанта директно извештава о ономе што види, ефекат је хорор, али у оним где само коментарише ефекат је „мистификација”. У својој студији хорор жанра из 1983. године, аутор Стивен Кинг описао је Окретај завртња и Уклету кућу на брду (1959) као једина два велика натприродна хорор дела током целог века. Он је тврдио да оба садрже „тајне које је најбоље оставити неиспричаним и ствари које је најбоље оставити неизреченим”, називајући то основом хорор жанра. Џилијан Флин је назвала новелу једном од најстрашнијих прича о духовима икада написаних.
Неколико биографа је навело да је Џејмс био упознат са спиритуализмом и да га је у најмању руку сматрао видом забаве. Његов брат Вилијам је био активан истраживач натприродних појава. Научна истраживања у то време била су знатижељна о постојању духова, а Џејмсов опис Питера Квинта и госпођице Џесел — обучених у црно са оштрим изразима лица — више личи на духове који су се налазили у научној литератури него на оне из дела фикције. Лик Дагласа себе описује као студента Тринити колеџа, за који је Џејмс знао да вршио истраживања натприродног. Није познато да ли је Џејмс веровао у духове.

## Позадина

### Биографски контекст и састав
Џејмсова читалачка публика се, од успеха његовог романа Дејзи Милер (1878), смањила до 1890-их, а он је наишао на финансијске проблеме. Његово здравље се такође погоршало, уз напредовање гихта, а неколико његових блиских пријатеља је умрло: његова сестра Алис Џејмс, као и писци Роберт Луис Стивенсон и Констанс Фенимор Вулсон. У писму из октобра 1895. Џејмс је написао: „Свуда видим духове”. У запису у свом дневнику од 12. јануара 1895. Џејмс препричава причу о духовима коју му је испричао Едвард Вајт Бенсон, надбискуп кентерберијски, кад му је био у посети на чају у његовој кући два дана раније. Прича има упадљиву сличност са оним што ће на крају постати Окретај завртња, са поквареним слугама који кваре малу децу пре и после њихове смрти.
Крајем 1897. Џејмс је добио уговор да напише причу о духовима од дванаест делова за часопис Collier's Weekly. Пошто је управо потписао двадесетједногодишњи закуп куће у Рају у Источном Сасексу, Џејмс је — захвалан на додатном приходу — прихватио понуду. Часопис је 1898. платио Џејмсу 900 америчких долара за права на серијал. Годину дана раније, The Chap-Book му је платио 150 долара за серијал и права на књигу Шта је Мејзи знала.
Џејмсу је било тешко да пише руком, задржавајући то за своје дневнике. Окретај завртња је издиктирао свом секретару Вилијаму Макалпајну, који је узео стенографске белешке и вратио се са откуцаним белешкама следећег дана. Сматрајући такво кашњење фрустрирајућим, Џејмс је купио сопствену писаћу машину и диктирао директно Макалпајну. У децембру 1897. Џејмс је писао својој снаји: „Напокон сам завршио своју малу књигу.”

### Публикација и касније ревизије
Окретај завртња је први пут објављен у часопису Collier's Weekly, серијализован у 12 наставака (27. јануар – 16. април 1898). Насловна илустрација Џона ла Фаржа приказује гувернанту са руком око Мајлса. Илустрације епизода је направио Ерик Пејп.
- „Следеће ноћи, крај угла огњишта, у најбољој столици... Даглас је почео да чита”
- „Стајао је тамо!—Али високо, иза травњака и на самом врху торња”
- „Држећи своју свећу високо, све док нисам дошла до високог прозора”
- „Управо је показао нешто због чега сам пала право на камену плочу”
- „Мора да сам се бацила, на лице, на земљу”

У октобру 1898, новела се појавила са приповетком „Покривајући крај” у тому под називом Две магије, коју су објавили издавачке куће Macmillan у Њујорку и Heinemann у Лондону.
Десет година након објављивања, Џејмс је ревидирао Окретај завртња за њујоршко издање приче. Џејмс је направио многе измене, али су у великој мери биле мале, као што је промена „изустити” у „изразити”; наратив је био непромењен. Најважнији допринос њујоршког издања био је ретроспективни приказ књижевних утицаја и писања новеле који је Џејмс дао у свом предговору. Џејмс је, на пример, указао да је био свестан истраживања натприродног. У свом предговору, Џејмс само укратко помиње порекло приче у једном часопису. Године 2016, Кирстен Маклеод, позивајући се на Џејмсову приватну преписку, назначила је да он није био љубитељ прича у серијалима.

## Пријем

### Ране критике
Ужас приче потиче од силе којом нас тера да схватимо моћ коју наш ум поседује за такве излете у таму; када одређена светла потону или се одређене баријере спусте, духови ума, неоткривене жеље, нејасни наговештаји, виде се као велико друштво.

— Вирџинија Вулф, „Натприродно у фикцији” (1918)
Ране критике наглашавале су способност новеле да уплаши, а већина је видела причу као бриљантну, иако једноставну, причу о духовима. Према Терију Хелеру, већина раних рецензената видела је новелу као знатно дело готичке фикције.
Рана рецензија Окретаја завртња појавила се у часопису The New York Times Book Review, наводећи да је вредан упоређивања са Чудним случајем доктора Џекила и господина Хајда (1886) Роберта Луиса Стивенсона. Рецензент ју је навео као успешну студију о злу, позивајући се на утицај духова на децу и гувернанту. Тери Хелер примећује да су деца била истакнута у раним критикама дела јер је новела прекршила викторијанску претпоставку невиности детињства.
Концепције приче у којима су духови стварни ентитети често се називају „привидном интерпретацијом”; сходно томе, „непривидна интерпретација” има супротну перспективу. У једном есеју из 1918. Вирџинија Вулф је написала да госпођица Џесел и Питер Квинт нису поседовали „ни супстанцу нити независно постојање духова”. Она није сугерисала да су духови халуцинације, али је — на сличан начин као и други рани критичари — рекла да представљају гувернантину све већу свест о злу у свету. Снага приче, тврдила је, била је у томе што је натерала читаоце да схвате на која мрачна места би фикција могла да им одведе ум.

### Психоаналитичке интерпретације
Године 1934, књижевни критичар Едмунд Вилсон је тврдио да су духови заправо гувернантине халуцинације, за коју је рекао да је сексуално потиснута. Као доказ, Вилсон указује на њено порекло као ћерке сеоског свештеника и сугерише да је заљубљена у свог послодавца. Пре Вилсоновог чланка, друга критичарка — Една Кентон — писала је на сличан начин, али је Вилсонова слава као књижевног критичара потпуно променила дискурс око новеле. Вилсон је у великој мери црпео из Кентониног писања, али је експлицитно применио фројдовску терминологију. На пример, он је показао да је гувернанта први пут угледала Квинта на фаличком торњу. Пажљиво читање текста урађено је 1965. користећи Вилсонову фројдовску анализу као основу; окарактерисало је гувернанту као све луђу и хистеричнију. Леон Едел, Џејмсов најутицајнији биограф, написао је да децу не прогањају духови, већ гувернанта.
Иако су многи подржавали Вилсонову теорију, она никако није била ауторитативна. Роберт Б. Хејлман је био истакнути заговорник привидног тумачења; он је причу видео као хоторновску алегорију о добру и злу, а духове као активне актере у том смислу. Стручњаци који су критиковали Вилсонов есеј указали су на Дагласов позитиван приказ гувернанте у прологу, дуго након њене смрти. Што је најважније, назначили су да је гувернантин опис духа омогућио госпођи Гроус да га идентификује као Питера Квинта пре него што је гувернанта уопште сазнала ко је он био. Друга тачка навела је Вилсона да „повуче своју тезу (привремено)”; у каснијој ревизији свог есеја, он је тврдио да је гувернанта била упозната са још једним мушкарцем у Блају од стране госпође Гроус.

### Структурализам
Током 1970-их, критичари су почели да примењују појам натприродне фантастике структуралисте Цветана Тодорова на Окретај завртња. Тодоров је истицао значај „колебања” у причама са натприродним елементима, а критичари су их у оквиру Џејмсове новеле нашли у изобиљу. На пример, читаочева симпатија може да се колеба између деце или гувернанте, а прича се колеба између подржавања постојања духова и њиховог одбацивања. Кристин Брук-Роуз је у есеју од три дела тврдила да је двосмисленост око које се тако често расправљало темељни део текста који је игнорисан. Од 1980-их па надаље, критичари су све више одбијали да постављају питања о дијегетичким елементима приче, уместо тога признајући да многи елементи једноставно не могу бити познати засигурно.
Фокус се померио са тога да ли су духови стварни и на то како је Џејмс створио и потом одржао двосмисленост приче. Студија о изменама које је Џејмс направио у два параграфа новеле закључила је да Џејмс није тежио јасноћи, већ да створи причу која се не би могла дефинитивно тумачити ни у једном правцу.
Ово је још увек став многих критичара, као што је Ђовани Ботироли, који тврди да се докази за намеравану двосмисленост приче могу наћи на почетку новеле, где Даглас говори својој публици да гувернанта никада није рекла никоме осим њему о догађајима који су се десили у Блају и да би они „лако могли да процене” зашто. Ботироли верује да је ово обраћање Дагласовој публици замишљено и као обраћање читаоцима, говорећи им да ће „лако проценити” да ли су духови стварни или не.

### Марксистичка и феминистичка тумачења
Након што је дебата о стварности духова утихнула у књижевној критици, критичари су почели да примењују друге теоријске оквире за Окретај завртња. Марксистички критичари су тврдили да нагласак који су академици стављали на Џејмсов језик одвлачи пажњу од истраживања приче заснованих на класи. Стрица деце, који се углавном само у психоаналитичким интерпретацијама појављује као опсесија гувернанте, неки су сматрали симболом себичне више класе. Хит Мун примећује како је напустио своју нећаку, нећака и њихов дом предака да би уместо тога живео у Лондону као нежења. Примећује се да је гнушање госпође Гроус према вези између Квинта и госпођице Џесел део викторијанске несклоности односима између различитих друштвених класа. Смрт Мајлсових и Флориних родитеља у Индији постала је тачка постколонијалних истраживања текста, с обзиром на статус Индије као британске колоније током Џејмсовог живота.
Гувернантина истраживања постала су ослонац феминистичке анализе приче. Присила Волтон је приметила да Џејмсов извештај о пореклу приче омаловажава способност жена да причају приче, и оптужила је Окретај завртња као да Џејмс прича у њихово име. Други виде Џејмса у позитивнијем светлу. Пола Маранц Коен позитивно упоређује Џејмсов третман гувернанте са писањем Зигмунда Фројда о младој жени по имену Дора. Коенова упоређује начин на који Фројд трансформише Дору у само резиме њених симптома са начином на који критичари попут Едмунда Вилсона редукују гувернанту на случај неуротичне сексуалне репресије.